# Irrintzina (film)
Pour les articles homonymes, voir Irrintzina.
Pour plus de détails, voir Fiche technique et Distribution.
Irrintzina, le cri de la génération climat est un  documentaire français réalisé par Sandra Blondel et Pascal Hennequin, sorti le 8 novembre 2017.
L'irrintzina désigne un cri de bergers basques. Les auteurs l'ont choisi pour symboliser « un cri d'alarme sur l'effondrement de notre monde mais aussi un cri de joie poussé par des milliers de militants déterminés qui ont réalisé que si, ensemble, ils ne faisaient rien, personne ne le ferait à leur place ».

## Synopsis
Tourné de janvier 2015 à janvier 2017, le documentaire retrace l'émergence des mouvements citoyens Bizi !, Alternatiba et Action non-violente COP21, qui tentent de mobiliser pour la justice climatique. Le couple de réalisateurs suit le collectif dans le Tour Alternatiba, de Bayonne à Paris sur des vélos multiplaces, reliant les « villages des alternatives » ; dans les actions des « Faucheurs de chaises » dans les banques pratiquant l'évasion fiscale comme BNP Paribas, lors de la COP 21 à Paris, lors du blocage d'un sommet pétrolier à Pau ou encore du procès de Jon Palais à Dax.

## Fiche technique
- Titre : Irrintzina, le cri de la génération climat
- Réalisation : Sandra Blondel et Pascal Hennequin
- Image : Pascal Hennequin
- Son : Sandra Blondel et Pascal Hennequin
- Montage : Sandra Blondel et Thomas Hakenholz
- Mixage : Jean Marc Pisani
- Etalonnage : Dany Tambicannou
- Musique : Romain Desjonquères, Mali Karma
- Date de sortie : 
  - France : 8 novembre 2017